# 大いなる陰謀
『大いなる陰謀』（おおいなるいんぼう、原題: Lions for Lambs）は、2007年製作のアメリカ合衆国の映画。ロバート・レッドフォード監督・製作・主演。トム・クルーズとポーラ・ワグナーが経営に就いて以来最初のユナイテッド・アーティスツ作品。

## あらすじ
大統領への野望を抱くアーヴィング上院議員は対テロ戦争で名を売りたいと考え、ジャーナリストのロスに最新の作戦をリークする。同じ頃、大学教授のマレーは学生面談で将来を悲観しているヘイズに二人の教え子、ロドリゲスとフィンチの話をする。その二人は自分たちの可能性を試すために軍に志願し、アフガニスタンでアーヴィングの仕掛けた作戦に従事しようとしていた。

## キャスト
※括弧内は日本語吹替
- スティーヴン・マレー教授 - ロバート・レッドフォード（菅生隆之）
- ジャニーン・ロス - メリル・ストリープ（塩田朋子）
- ジャスパー・アーヴィング上院議員 - トム・クルーズ（森川智之）
- アーネスト・ロドリゲス - マイケル・ペーニャ（中谷一博）
- アーリアン・フィンチ - デレク・ルーク（志村知幸）
- トッド・ヘイズ - アンドリュー・ガーフィールド（細谷佳正）
- ファルコ中佐 - ピーター・バーグ（木下浩之）
- ANXの編集者 - ケヴィン・ダン（後藤哲夫）

## スタッフ
- 監督：ロバート・レッドフォード
- 脚本：マシュー・マイケル・カーナハン
- 製作：ロバート・レッドフォード、マシュー・マイケル・カーナハン、アンドリュー・ハウプトマン、トレイシー・ファルコ
- 製作総指揮：ダニエル・ルピ
- 撮影監督：フィリップ・ルースロ
- 美術：ヤン・ロールフス
- 編集：ジョー・ハッシング
- 衣装：メアリー・ゾフレス
- キャスティング：アヴィー・カウフマン
- 音楽：マーク・アイシャム